# Parvistoma
Parvistoma – rodzaj chrząszczy z rodziny sprężykowatych i podrodziny Prosterninae lub Morostominae.

## Taksonomia
Rodzaj opisany został przez Edmonda Jean-Baptiste Fleutiaux w 1929 roku. Gatunkiem typowym jest P. tenuicornis.

## Występowanie
Wszystkie należące tu gatunki są endemitami Madagaskaru.

## Systematyka
Opisano dotąd 3 gatunki z tego rodzaju:
- Parvistoma godeli Fleutiaux, 1929
- Parvistoma tenuicorne Fleutiaux, 1902
- Parvistoma tenuicornis (Fleutiaux, 1902)